# Jiayuguan
Jiayuguan is een stadsprefectuur in de provincie Gansu van China. Jiayuguan had in 2007 ongeveer 130.000 inwoners en ligt in de Hexicorridor aan de historische zijderoute. Jiayuguan is ook de naam van de westelijkste poort van de Chinese Muur.
De stad ligt in een woestijn, met zeer warme zomers en koude winters. De hoeveelheid neerslag die jaarlijks valt is minimaal.
Op zes kilometer van de stad ligt een groot fort. Het is tijdens de Ming-dynastie gebouwd en markeerde het westerse eindpunt van de Chinese Muur. Bij het fort ligt een oase. Het geheel verkeert in goede staat is en is een belangrijke toeristische attractie.
Nabij de stad ligt ook een grote staalfabriek van de Jiuquan Steel-groep.